# Departamento Copán
Copán ist eines von 18 Departamentos in Honduras (Mittelamerika) und liegt im Westen des Landes.
Die Hauptstadt von Copán ist Santa Rosa de Copán. Im Departamento Copán befindet sich mit der Maya-Ruine Copán eine der bedeutendsten präkolumbischen Ausgrabungsstätten des Landes.

## Municipios
Das Departamento Copán ist verwaltungstechnisch in 23 Municipios unterteilt:
1. Cabañas
2. Concepción
3. Copán Ruinas
4. Corquín
5. Cucuyagua
6. Dolores
7. Dulce Nombre
8. El Paraíso
9. Florida
10. La Jigua
11. La Unión
12. Nueva Arcadia
13. San Agustín
14. San Antonio
15. San Jerónimo
16. San José
17. San Juan de Opoa
18. San Nicolás
19. San Pedro de Copán
20. Santa Rita
21. Santa Rosa de Copán
22. Trinidad de Copán
23. Veracruz